# Menemerus bivittatus
La araña gris saltarina de pared (Menemerus bivittatus) es un arácnido perteneciente a la familia Salticidae del orden Araneae. Esta especie fue descrita por Dufour en 1831. El nombre del género Menemerus es una fusión del griego que significa “muslo de luna” esto refiriéndose a la forma de media luna del fémur del pedipalpo de los machos. El nombre específico bivittatus proviene de la palabra en latín Bi- que significa “dos” y vittāta que significa “bandeado o rayado”.

## Clasificación y descripción
El macho de esta especie es uno de los más grandes dentro el género; carapacho plano de color marrón o marrón oscuro, campo del ojo negro, cerdas marrones alrededor de los ojos, parte anterior del área ocular cubierta de densos pelos claros, también pelos claros sobre la parte torácica del carapacho formando una línea longitudinal clara en el medio, clípeo bajo, cubierto de pelos blancos, con una línea compuesta de pelos a lo largo de los márgenes laterales del carapacho; quelíceros marrón oscuro; labium y esternón marrón; maxila pardusca con puntas pálidas; en la mayoría de los especímenes el abdomen es claro, amarillo con una raya rojiza en la parte anterior, algunas veces el patrón es ligeramente más oscuro, todo el abdomen está cubierto de densos pelos amarillos y marrones, en los márgenes abdominales anteriores los pelos son más largos; ventralmente claro, algunas veces con puntos plateados de cristales translucidos de guanina; hileras amarillentas; patas amarillentas a marrones, fémur y patela ligeramente más obscuros, pelos de la para marrones; aparato estridulatório presente; pedipalpo marrón claro, sobre el fémur pedipalpal y tibia pelos muy largos de color blanco; apófisis tibial derecha, proceso retrobasal en el cymbium, bulbo oval, el conducto membranoso que acompaña al émbolo es poco visible; hembra ligeramente más grande que el macho; coloración el abdomen oscura, marrón con patrones amarillentos irregulares, costados y centro del abdomen amarillentos, patas amarillas; epigínio grande, redondeado con una depresión muy grande, parcialmente dividido por el septo medial, algunas veces la depresión está obstruida con una secreción cerosa.

## Distribución
Esta especie de araña es cosmopolita, sinantrópica y tiene una distribución pantropical, algunos reportes oficiales son en Burundi, República Central Africana, Congo, Egipto, Etiopía, Honduras, Ghana, Kenia, Liberia, Madagascar, Mauritania, Nigeria, Senegal, Sierra León, Tanzania, Zaire, Zimbabue, Australia, España, Venezuela. En México algunos reportes oficiales son para el estado de Baja California, Baja California Sur, Jalisco, Campeche, Guerrero, Quintana Roo, Sinaloa, Sonora, Tabasco, Veracruz, Puerto Rico. Otros reportes también en Perú por algunas provincias.

## Ambiente
Es de ambiente terrestre. Esta especie de araña ha sido encontrada en vegetación baja, sobre troncos, muros de piedra, dentro de casas, edificios, puentes y a menudo en las paredes en el sol.

## Estado de conservación
Hasta el momento en México no se encuentra en ninguna categoría de protección, ni en la Lista Roja de la IUCN (International Union for Conservation of Nature) ni en CITES (Convención sobre el Comercio Internacional de Especies Amenazadas de Fauna y Flora Silvestres).